# Hiromi Yanagihara
Hiromi Yanagihara (jap. 柳原 尋美 Yanagihara Hiromi; ur. 19 października 1979 w prefekturze Chiba, zm. 16 lipca 1999 w Obihiro) – japońska aktorka i piosenkarka, związana z zespołem Country Musume.
16 lipca 1999, na tydzień przed premierą debiutanckiego singla zespołu Country Musume zatytułowanego Futari no Hokkaidō, doszło do wypadku we wsi Nakasatsunai z udziałem Hiromi Yanagihary, która straciła panowanie nad pojazdem i odniosła obrażenia. Później została przewieziona do szpitala w Obihiro, gdzie zmarła z powodu ostrej niewydolności serca, która wystąpiła po wypadku.

## Filmografia

### Filmy
- 1998 – Morning keiji ~Daite Hold on Me!~ (jap. モーニング刑事。～抱いてHold on Me!～)

### Programy telewizyjne
- 13 lipca 1999 – Idol o sagase

### Seriale telewizyjne
- 6 kwietnia 1998 – Taiyō musume to umi (jap. 太陽娘と海)
- 9 lipca 1998 – Kaze no musumetachi (jap. 風の娘たち)
- 11 października 1998 – Wine musume koi monogatari (jap. ワイン娘恋物語 Wain musume koi monogatari)